# Grentzingen
Grentzingen är en kommun i departementet Haut-Rhin i regionen Grand Est (tidigare regionen Alsace) i nordöstra Frankrike. Kommunen ligger i kantonen Hirsingue som tillhör arrondissementet Altkirch. År 2018 hade Grentzingen 571 invånare.

## Befolkningsutveckling
Antalet invånare i kommunen Grentzingen
| Referens: INSEE |